# AWAKENING (高野寛のアルバム)
『AWAKENING』（アウェイクニング）は、高野寛の4枚目のアルバム。

## 概要
オリジナル・アルバムとしては『CUE』から約1年3ヵ月ぶりとなる。『CUE』に引き続き本作のプロデュースはトッド・ラングレンが担当した。
2007年12月19日に、2曲のボーナストラックを加えたリマスター盤として再発売された。

## 収録曲
補足以外、作詞作曲編曲:高野寛
1. Proteus March [2:02]
2. 目覚めの三月 [5:23]
6枚目のシングル発表曲
3. Smile [3:18]
4. てにおえ [4:18]
5. テレパシーが流行らない理由 [3:18]
6. 紳士同盟 [5:01]
7. Another Proteus [1:25]
8. エーテルダンス [3:20]
9. Our Voices [4:14]
10. Energy Clock [2:51]
11. ベステン ダンク [4:36]
5枚目のシングル発表曲
12. Prototype [1:06]
13. こだま [5:21]
14. 船に乗った魚 [2:06]
15. ドゥリフター [4:17]
ハーパース・ビザール「Drifter」のカバー曲
（作詞:作曲Roger Nicols・Paul Williams、日本語詞:高野寛）
★2007年発売リマスター盤ボーナストラック
16. ベステン ダンク(Four Rhythm Version) [4:37]
★2007年発売リマスター盤ボーナストラック

## 参加ミュージシャン
- 高野寛（ボーカル、キーボード、ギター）
- トッド・ラングレン（キーボード）
- 木本靖夫（シンセサイザー）
- 高橋幸宏（ドラム）
- 小原礼（ベース）
- 大村憲司（ギター）
- 重実徹（キーボード）